# Pete Johnson

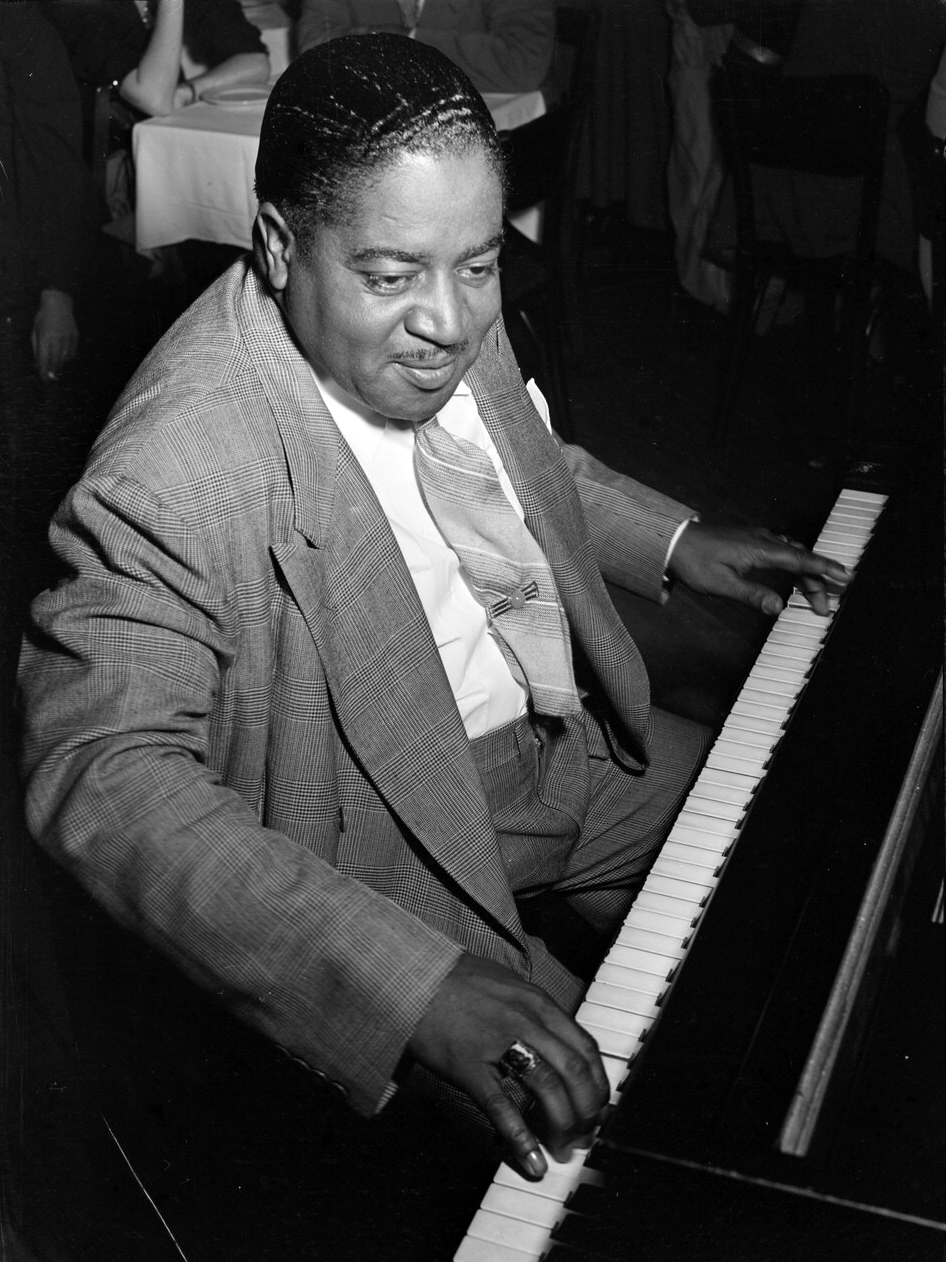
Pete Johnson.

Pete Johnson fue un pianista y compositor (24 de marzo de 1904 en Kansas City, Misuri, Estados Unidos - 23 de marzo de 1967, en Buffalo Nueva York, Estados Unidos).
Entre 1922 y 1926, tocó la batería en varias orquestas, entre ellas la de Louis "Good Bootie" Johnson, quien lo animó a tocar el piano. Comenzó a tocar este instrumento bajo la guía de su tío Charles "Smash" Johnson. Tras una actuación improvisada en el Sunset Cristal Palace de Kansas City junto al cantante Big Joe Turner, ambos músicos comenzaron a trabajar en equipo. 
Descubiertos por John Hammond, en 1936 se presentaron en el Apollo Theatre de Nueva York, pero recibieron severos comentarios de la crítica jazzística de la ciudad. En 1938, participaron en el concierto From Spiritual to Swing, organizado por Hammond en el Carnegie Hall de Nueva York, y gracias al éxito del evento el boogie-woogie se convirtió en una moda nacional. A lo largo de la década de los cuarenta realizó grabaciones con regularidad, pero a partir de 1950 tuvo que combinar su trabajo musical con otras actividades. En 1952, con Meade Lux Lewis, Erroll Garner y Art Tatum, realizó una gira a lo largo de Estados Unidos y Canadá que se denominó Piano Parade. A finales de año, en un accidente automovilístico, perdió el extremo de uno de sus meñiques, lo que le imposibilitó tocar por un largo período. 
En 1958, su carrera pareció cobrar un segundo aire: se unió a la Norman Granz' JATP, viajó a Europa y participó en el Newport Jazz Festival, pero ese mismo año sufrió un infarto, complicado con diabetes y una parálisis muscular que lo obligó a retirarse. Su última aparición tuvo lugar en 1966, cuando Hammond organizó una nueva versión de From Spiritual to Swing, en la cual tuvo la oportunidad de volver a actuar con Big Joe Turner. 
Falleció de una apoplejía el 23 de marzo de 1967, en Buffalo (Nueva York, Estados Unidos).
- Datos: Q1399599
- Multimedia: Pete Johnson / Q1399599